# Sri-lankische Cricket-Nationalmannschaft in Bangladesch in der Saison 2008/09
Die Tour der sri-lankischen Cricket-Nationalmannschaft nach Bangladesch in der Saison 2008/09 fand vom 23. Dezember 2008 bis zum 14. Januar 2009 statt. Die internationale Cricket-Tour war Teil der internationalen Cricket-Saison 2008/09 und umfasste lediglich zwei Test Matches, die beide von Sri Lanka gewonnen wurden.

## Vorgeschichte
Bangladesch spielte zuvor eine Tour gegen Südafrika, Sri Lanka in Simbabwe. Das letzte Aufeinandertreffen der beiden Mannschaften bei einer Tour fand in der Saison 2007 in Sri Lanka statt. Direkt im Anschluss halten beide Mannschaften ein Dreiländerturnier zusammen mit Simbabwe ab.

## Stadien
Für die Tour wurden folgende Stadien als Austragungsorte vorgesehen und vom 18. November 2008 bekanntgegeben.
| Stadion                                | Stadt      | Kapazität | Spiele  |
| -------------------------------------- | ---------- | --------- | ------- |
| Chittagong Divisional Stadium          | Chittagong | 20.000    | 2. Test |
| Sher-e-Bangla National Cricket Stadium | Dhaka      | 26.000    | 1. Test |

## Kader
Sri Lanka benannte seinen Kader am 4. Dezember 2008.
Bangladesch benannte seinen Kader am 18. Dezember 2008.
| Test | Test |
| Bangladesch | Sri Lanka |
| --- | --- |
| - Mohammad Ashraful (K) - Mashrafe Mortaza (vK) - Enamul Haque - Imrul Kayes - Junaid Siddique - Mahbubul Alam - Mehrab Hossain - Mushfiqur Rahim (wk) - Rajin Saleh - Raqibul Hasan - Sajedul Islam - Shahadat Hossain - Shakib Al Hasan - Tamim Iqbal | - Mahela Jayawardene (K) - Tillakaratne Dilshan - Dilhara Fernando - Rangana Herath - Prasanna Jayawardene (wk) - Chamara Kapugedera - Farveez Maharoof - Ajantha Mendis - Muttiah Muralitharan - Dhammika Prasad - Thilan Samaraweera - Kumar Sangakkara - Thilan Thushara - Chaminda Vaas - Michael Vandort - Malinda Warnapura |

## Tour Match
| 21. – 23. Dezember Scorecard | Sabhar | Bangladesh Cricket Board XI 88 (34.1) | – | Sri Lankans 316 (95.3) |
|                              |        | Remis                                 |   |                        |

## Test Matches

### Erster Test in Dhaka
| 26. – 31. Dezember Scorecard | Dhaka | Sri Lanka 293 (89.4) & 405-6d (108) | – | Bangladesch 178 (60) & 413 (126.2) |
|                              |       | Sri Lanka gewinnt mit 107 Runs      |   |                                    |

### Zweiter Test in Chittagong
| 3. – 6. Januar Scorecard | Chittagong | Sri Lanka 384 (94) & 447-6d (127) | – | Bangladesch 208 (76.2) & 158 (49.2) |
|                          |            | Sri Lanka gewinnt mit 465 Runs    |   |                                     |

## Statistiken
Die folgenden Cricketstatistiken wurden bei dieser Tour erzielt.
| Tests                | Tests       | Tests   | Tests   | Tests   | Tests   | Tests   | Tests   | Tests   |
| Batting              | Batting     | Batting | Batting | Batting | Batting | Batting | Batting | Batting |
| Spieler              | Mannschaft  | Spiele  | Innings | Runs    | Average | HS      | 100s    | 50s     |
| -------------------- | ----------- | ------- | ------- | ------- | ------- | ------- | ------- | ------- |
| Tillakaratne Dilshan | Sri Lanka   | 2       | 4       | 366     | 91,50   | 162     | 2       | 0       |
| Thilan Samaraweera   | Sri Lanka   | 2       | 4       | 248     | 62,00   | 90      | 0       | 3       |
| Mahela Jayawardene   | Sri Lanka   | 2       | 4       | 202     | 50,50   | 166     | 1       | 0       |
| Kumar Sangakkara     | Sri Lanka   | 2       | 4       | 169     | 42,25   | 67      | 0       | 2       |
| Shakib Al Hasan      | Bangladesch | 2       | 4       | 168     | 42,00   | 96      | 0       | 1       |
| Bowling              |             |         |         |         |         |         |         |         |
| Spieler              | Mannschaft  | Spiele  | Overs   | Wickets | Average | BBI     | 5W      | 10W     |
| Muttiah Muralitharan | Sri Lanka   | 2       | 100.2   | 13      | 21,69   | 6/49    | 1       | 1       |
| Shakib Al Hasan      | Bangladesch | 2       | 118.4   | 11      | 35,63   | 5/70    | 1       | 0       |
| Ajantha Mendis       | Sri Lanka   | 1       | 43      | 7       | 18,28   | 4/71    | 0       | 0       |
| Mashrafe Mortaza     | Bangladesch | 2       | 76      | 7       | 33,85   | 3/58    | 0       | 0       |
| Chaminda Vaas        | Sri Lanka   | 2       | 54      | 6       | 24,00   | 2/21    | 0       | 0       |

## Player of the Series
Als Player of the Series wurden die folgenden Spieler ausgezeichnet.
| Serie | Player of the Series |
| ----- | -------------------- |
| Test  | Tillakaratne Dilshan |

### Player of the Match
Als Player of the Match wurden die folgenden Spieler ausgezeichnet.
| Spiel   | Player of the Match  |
| ------- | -------------------- |
| 1. Test | Shakib Al Hasan      |
| 2. Test | Tillakaratne Dilshan |